# Жиль Беролатті
Жиль Беролатті (фр. Gilles Berolatti, нар. 4 травня 1944, Париж, Франція) — французький фехтувальник на рапірах, олімпійський чемпіон (1968 рік) та бронзовий призер (1972 рік) Олімпійських ігор.

## Виступи на Олімпіадах
| Олімпіада   | Дисципліна      | Місце |
| ----------- | --------------- | ----- |
| Мехіко 1968 | командна рапіра | 1     |
| Мюнхен 1972 | командна рапіра | 3     |